# 恋がヘタでも生きてます
『恋がヘタでも生きてます』（こいがヘタでもいきてます）は、藤原晶による日本の漫画作品。
『プチコミック』（小学館）にて2008年3月号から2009年12月号まで連載された。単行本は全4巻。略称は、『恋ヘタ』。
2017年に日本テレビ系でテレビドラマ化された。

## あらすじ
総合商社で仕事一筋に働くキャリアウーマンの美沙は、日課のジョギング中に犬を散歩させている男性・雄島と知り合う。女性として初の「主任」候補となり、仕事もプライベートも充実し始めていると感じていたが、自分が就くと思っていた「主任」に任命されたのは、てこ入れのためにアメリカから呼び戻された社長の甥で敏腕営業マン・雄島だった。
一方、美沙のルームメイトで大手百貨店の受付嬢をしている千尋は、大学時代から付き合っていた恋人の浮気を知ってしまい、ショックを受ける。
ようやく理想の男を見つけたと思った美沙、信じていた婚約者に裏切られた千尋、恋愛下手な2人は幸せを手に入れられるのか。

## 登場人物
茅ヶ崎 美沙（ちがさき みさ）
総合商社勤務。25歳。営業一課内では成績1位。頭脳明晰で容姿も抜群。
大学時代に男子が“男よりできる女は嫌だ”と言っているのを聞いてしまって以来、恋愛に奥手になっている。雄島が一課の主任になり、自身は主任補佐となる。
榎田 千尋（えのきだ ちひろ）
大手百貨店の受付嬢。25歳。美沙の大学時代からの親友でルームメイト。
大学時代から付き合っている恋人と婚約している。
雄島 佳介（おじま けいすけ）
27歳。美沙が勤める商社の営業一課の主任に任命されたニューヨーク帰りの天才営業マン。社長の甥。
橋本 司（はしもと つかさ）
営業二課の主任。27歳。美沙の同僚。一課は年間成績で二課に負けており、美沙がライバル視している。

## 書誌情報
- 『恋がヘタでも生きてます』 小学館 〈フラワーコミックスα〉 全4巻
  1. 2008年8月08日発売、ISBN 978-4-09-131812-1
  2. 2009年3月10日発売、ISBN 978-4-09-132247-0
  3. 2009年8月10日発売、ISBN 978-4-09-132586-0
  4. 2010年1月08日発売、ISBN 978-4-09-132888-5

## テレビドラマ
2017年4月6日から6月22日まで読売テレビ制作・日本テレビ系「木曜ドラマ」枠で放送された。全12話。主演は高梨臨。

### キャスト

#### 主要人物
茅ヶ崎 美沙（ちがさき みさ）
演 - 高梨臨
主人公。スマホゲーム会社「バスキア」プロデューサー。今まで同じ人と2ヶ月以上の恋愛をした事がない。
佳介とは公園でランニング中に出会って運命を感じ、2ヶ月間は紆余曲折あったものの、最後は彼と一緒に暮らす。高所恐怖症であり、更に遊園地の絶叫マシンが苦手。
雄島 佳介（おじま けいすけ）
演 - 田中圭
ヒーロー。「バスキア」新社長。ゴブリンという名の犬のペットを飼っている。
当時社長だった日下部から会社の規模拡大の依頼を受けてニューヨークからやって来る。「プレイフル・エンタープライズ」に買収交渉が決裂した責任をとって、一時は社長を辞職し美沙に引き継いだが、彼女からお願いされて再び社長に就く。
美沙とは公園でゴブリンと散歩中に出会って運命を感じ、2ヶ月間は紆余曲折あったものの、最後は彼女と一緒に暮らす。
榎田 千尋（えのきだ ちひろ）
演 - 土村芳
美沙とは学生時代からの親友で一緒にルームシェアしている。料理が上手。
「第七証券会社」受付嬢を退職し、六本木のクラブ「Adina」でホステスとして再就職するも、最後はオムライス屋でアルバイトとして働く。
橋本とは公園の池に投げてしまった指輪を拾おうとして溺れた際救助され、その後は婚約者の時藤に「SEXが下手なマグロ女」と思われたショックから克服するためにSEXを教わるものの、次第に彼に対して恋愛感情を持つようになる。一旦は別れるものの、最終話で彼からプロポーズされ結婚した。
橋本 司（はしもと つかさ）
演 - 淵上泰史
「バスキア」プログラマー。女はセフレで十分とドライな考えを持つ。しっとりしたチキンライスをかための卵で包んだオムライスが好物。
千尋が公園の池で溺れた際救助し、それをきっかけに彼女と体の関係、後にセフレを経て、最終話で自分からプロポーズして結婚し、美沙と入れ違いで千尋と同居する。
桜井 理佳子（さくらい りかこ）
演 - 内田理央
千尋の後輩で「第七証券会社」受付嬢を経て、彼女が辞めたホステスを引き継ぐ。
千尋に嫌がらせで、時藤と橋本相手に体だけの関係を持つ。千尋に嫌がらせを始めたきっかけが、入社時に付き合っていた彼氏が彼女に好意を持っていた事。
柿谷 真吾（かきたに しんご）
演 - 小関裕太
「バスキア」プランナー兼ディレクター。美沙に恋愛感情を持つ。

#### バスキア
小池 奈々（こいけ なな）
演 - 今野杏南
「バスキア」プランナー兼プロデューサー補。美沙の部下。真吾に恋愛感情を持つ。
塚地 マサノブ（つかじ マサノブ）
演 - 中村公隆
「バスキア」デザイナー。美沙の部下。奈々に恋愛感情を持つ。
夏目 元気（なつめ げんき）
演 - 雨野宮将明
「バスキア」デザイナー補。美沙の部下。趣味はフィギュア集め。
その他社員
演 - 月夜野彩音、橘杏、鳥飼智久、伊豆義継、佐々木裕生
日下部 慎太郎（くさかべ しんたろう）
演 - 寺脇康文
「バスキア」会長。6年前、美沙を含めた4人で「バスキア」を設立させた。
ほとんどアロハシャツを着用。クラブ「Adina」は前島に招待されてから常連。一度も結婚せず独身。

#### その他
時藤 仁（ときとう じん）
演 - 長田成哉
「第七証券会社」社員。千尋の元婚約者。千尋とのつまらないSEXが原因で、彼女の後輩の受付嬢・理佳子と体の関係になり浮気をした。千尋と別れてから他の女性と婚約した。
川上 怜奈（かわかみ れいな）
演 - 大沢ひかる
第4話から登場。佳介がニューヨークにいた頃の元恋人。カメラマン。
3年前、佳介と口論して別れた直後に車に轢かれる事故に遭い、半月も意識不明となる。その間に佳介が黙って去ってしまった事をずっと許せず、彼の居場所が分かって日本に来る。佳介と会って、父が彼との交際を良く思ってなく、自分が事故で亡くなった事にされたと聞いて誤解だったと分かる。佳介とはやり直したいと思っていたが、彼が美沙を選んだ事で区切りをつけた。
馬場 薫（ばば かおる）
演 - 遊井亮子
第6話から登場。クラブ「Adina」のママ。とあるバーで落ち込んでいる千尋に声をかけて、自分の店にスカウトする。
前島 耕一（まえじま こういち）
演 - 金剛地武志
ゲーム雑誌編集長。クラブ「Adina」の常連客。
宮下 亨（みやした とおる）
演 - 三田村賢二（第3話）
「パル・ゲームス」のパーティーに参加していた、とある会長。
今泉 万里江（いまいずみ まりえ）
演 - 本田なお（第4話）
「リアル・ラブII」のプロモーションイベントで、スキャンダルにより主役の声優を代えられた事が不満で、社長の佳介におもちゃのナイフを突き付け、撤回を求める。
大田原 優作（おおたわら ゆうさく）
演 - 佐々木一平（第4話）
「バスキア」営業課長。
黒川 卓美（くろかわ たくみ）
演 - 小西遼生（第5話 - 第7話）
「クロストレード」新規事業部プロデューサー。美沙とは大学時代に同じテニスサークルで元恋人。美沙をものに出来るかどうかの賭けで利用していたことが彼女に伝わり別れた。
占い師
演 - 山﨑ケイ（相席スタート）（第5話）
千尋が自身の占いコーナーに訪れ、電卓を使って時藤と橋本のそれぞれの相性を占う。
相田 幸雄（あいだ ゆきお）
演 - 鈴之助（第8話）
声優・岩瀬サトルのマネージャー。美沙がアポ日時を間違えた事で、サトルの仕事をキャンセルする。
小宮山 泰造（こみやま たいぞう）
演 - 森岡豊（第10話 - 最終話）
「プレイフル・エンタープライズ」営業担当。バスキアの名称を外す事を条件に、「バスキア」の買収を提案する。
下村 正明（しもむら まさあき）
演 - 加藤虎ノ介（第9話、第10話）
「テクニカゲームス」開発部部長。橋本をヘッドハンティングしようとしている。
和久井 遙香（わくい はるか）
演 - 野波麻帆
第2話から登場。取引先の「パル・ゲームス」社長。佳介の元恋人。
最終話で「バスキア」と業務提携する。
「バスキア」の社員
演 - 羽鳥慎一 (第7話）
配送業者
演 - 吉村崇（第7話）

### スタッフ
- 原作 - 藤原晶『恋がヘタでも生きてます』（小学館『プチコミック』FCα刊）
- 脚本[6] - 横田理恵、牟田桂子、松本美弥子
- 音楽 - 吉俣良
- 主題歌 - 秦基博「Girl」（AUGUSTA RECORDS / UNIVERSAL MUSIC LLC）
- 特別協力 - メルセデス・ベンツ日本
- イラスト - 田辺誠一[7]
- ゲーム監修・制作 - 松田達夫（専門学校東京テクニカルカレッジ）
- プロデューサー - 汐口武史（読売テレビ）、高石明彦、渋谷英史、木村綾乃（The icon）
- チーフプロデューサー - 前西和成（読売テレビ）
- 監督 - 大谷健太郎[注 1] 、本田隆一、渋谷英史、汐口武史
- 制作協力 - The icon
- 制作著作 - 読売テレビ

### 放送日程
| 放送回 | 放送日  | サブタイトル                        | ラテ欄                               | 脚本       | 監督       |
| ------ | ------- | ----------------------------------- | ------------------------------------ | ---------- | ---------- |
| 第1話  | 4月06日 | キスとマグロ、さばけない女たち      | キスとマグロ                         | 横田理恵   | 大谷健太郎 |
| 第2話  | 4月13日 | 不満 不感 愛でるキス                | 楽し恥ずかしラブコメ                 | 横田理恵   | 大谷健太郎 |
| 第3話  | 4月20日 | キスの一歩前、スキの一歩先          | 初ドライブと勝負下着                 | 牟田佳子   | 本田隆一   |
| 第4話  | 4月27日 | 恋の矢印↘渋滞中                     | 熱すぎる恋のレッスン…もう終わりなの? | 横田理恵   | 本田隆一   |
| 第5話  | 5月04日 | 絶叫・絶望・絶頂 初デートと最後の夜 | 初デートと最後の夜                   | 横田理恵   | 大谷健太郎 |
| 第6話  | 5月11日 | 結ばれた先の切なき悶え              | 結ばれて、切なき悶え                 | 牟田桂子   | 大谷健太郎 |
| 第7話  | 5月18日 | 恋人の幸せ、セフレの覚悟            | 恋の幸せセフレの覚悟                 | 松本美弥子 | 渋谷英史   |
| 第8話  | 5月26日 | 好きだから疑う 痛すぎる真実         | 好きだからこそ疑う                   | 松本美弥子 | 大谷健太郎 |
| 第9話  | 6月01日 | 決壊する感情 哀しき鉢合わせ         | 決壊…悲劇の鉢合わせ                  | 横田理恵   | 大谷健太郎 |
| 第10話 | 6月08日 | あなたの手のぬくもり                | あなたの手のぬくもり                 | 横田理恵   | 汐口武史   |
| 第11話 | 6月15日 | あなたのことが好き                  | あなたのことが好き                   | 松本美弥子 | 大谷健太郎 |
| 最終話 | 6月22日 | 恋がヘタでも生きていく              | 恋ヘタたちの恋 完結                  | 横田理恵   | 大谷健太郎 |

- 第8話は、前夜の『NEWS ZERO』が10分後拡大のため、10分繰り下げの5月26日金曜日0時9分 - 1時4分に放送された。

| 読売テレビ・日本テレビ系 木曜ドラマ           | 読売テレビ・日本テレビ系 木曜ドラマ               | 読売テレビ・日本テレビ系 木曜ドラマ                |
| 前番組                                        | 番組名                                            | 次番組                                             |
| --------------------------------------------- | ------------------------------------------------- | -------------------------------------------------- |
| 増山超能力師事務所 （2017年1月5日 - 3月23日） | 恋がヘタでも生きてます （2017年4月6日 - 6月22日） | 脳にスマホが埋められた! （2017年7月6日 - 9月14日） |